# جوني كي
جوني كي هو مهندس وشخصية أعمال وسياسي أمريكي، ولد في 9 ديسمبر 1968 في أركدلفيا في الولايات المتحدة. نشط حزبياً في الحزب الجمهوري. وقد انتخب عضو مجلس ولاية أركنساس ‏.